# Liste von Scarlatti-Sonaten
Dies ist eine Liste der Sonaten von Domenico Scarlatti (1685–1757) entsprechend der Reihenfolge des Katalogs von Ralph Kirkpatrick (1911–1984).
Neben der Zählung von Kirkpatrick (Abk. K) mit 555 Sonaten gibt es auch andere, wie die von Alessandro Longo (Abk. L), Giorgio Pestelli (Abk. P) oder Emilia Fadini (Abk. F). Bereits früher hatte Carl Czerny seine „Sämmtlichen Werke für das Piano-Forte“ herausgegeben (Abk. CZ). Eine von Scarlattis bekanntesten Sonaten ist die sogenannte Katzenfuge (K 30, Sonate in g-Moll), die letzte der dreißig im Jahr 1738 in London unter dem Titel Essercizi per Gravicembalo (= Übungen für Cembalo) veröffentlichten Sonaten (K 1 bis K 30).
Eine erste Gesamtaufnahme dieses umfangreichen Œuvres stammt von dem Cembalisten Scott Ross, eine andere von Pieter-Jan Belder. Viele Pianisten haben verschiedene seiner Sonaten in ihrem Repertoire, berühmt sind die Einspielungen von Vladimir Horowitz.

## Zählungen
- K: Ralph Kirkpatrick (1953)
- L: Alessandro Longo (1906)
- P: Giorgio Pestelli (1967)
- CZ: Carl Czerny (1838/40)
- F: Emilia Fadini (1978)

## Übersicht
- K 1 – Sonate in d-Moll, Allegro
- K 2 – Sonate in G-Dur, Presto
- K 3 – Sonate in a-Moll, Presto
- K 4 – Sonate in g-Moll, Allegro
- K 5 – Sonate in d-Moll, Allegro
- K 6 – Sonate in F-Dur, Allegro
- K 7 – Sonate in a-Moll, Presto
- K 8 – Sonate in g-Moll, Allegro
- K 9 – Sonate in d-Moll, Allegro
- K 10 – Sonate in d-Moll, Presto
- K 11 – Sonate in c-Moll, Allegro
- K 12 – Sonate in g-Moll, Presto
- K 13 – Sonate in G-Dur, Presto
- K 14 – Sonate in G-Dur, Presto
- K 15 – Sonate in e-Moll, Allegro
- K 16 – Sonate in B-Dur, Presto
- K 17 – Sonate in F-Dur, Presto
- K 18 – Sonate in d-Moll, Presto
- K 19 – Sonate in f-Moll, Allegro
- K 20 – Sonate in E-Dur, Presto
- K 21 – Sonate in D-Dur, Allegro
- K 22 – Sonate in c-Moll, Allegro
- K 23 – Sonate in D-Dur, Allegro
- K 24 – Sonate in A-Dur, Presto
- K 25 – Sonate in fis-Moll, Allegro
- K 26 – Sonate in A-Dur, Presto
- K 27 – Sonate in h-Moll, Allegro
- K 28 – Sonate in E-Dur, Presto
- K 29 – Sonate in D-Dur, Presto
- K 30 – Sonate in g-Moll, Moderato («Katzenfuge»)
- K 31 – Sonate in g-Moll, Allegro
- K 32 – Sonate in d-Moll, Aria
- K 33 – Sonate in D-Dur, Allegro
- K 34 – Sonate in d-Moll, Larghetto
- K 35 – Sonate in g-Moll, Allegro
- K 36 – Sonate in a-Moll, Allegro
- K 37 – Sonate in c-Moll, Allegro
- K 38 – Sonate in F-Dur, Allegro
- K 39 – Sonate in A-Dur, Allegro
- K 40 – Sonate in c-Moll, Menuetto
- K 41 – Sonate in d-Moll, Andante moderato
- K 42 – Sonate in B-Dur, Menuetto
- K 43 – Sonate in g-Moll, Allegrissimo
- K 44 – Sonate in F-Dur, Allegro
- K 45 – Sonate in D-Dur, Allegro
- K 46 – Sonate in E-Dur, Allegro
- K 47 – Sonate in B-Dur, Presto
- K 48 – Sonate in c-Moll, Presto
- K 49 – Sonate in C-Dur, Presto
- K 50 – Sonate in f-Moll, Allegro
- K 51 – Sonate in Es-Dur, Allegro
- K 52 – Sonate in d-Moll, Andante moderato
- K 53 – Sonate in D-Dur, Presto
- K 54 – Sonate in a-Moll, Allegro
- K 55 – Sonate in G-Dur, Presto
- K 56 – Sonate in c-Moll, Allegro con spirito
- K 57 – Sonate in B-Dur, Allegro
- K 58 – Sonate in c-Moll, Fuga
- K 59 – Sonate in F-Dur, Allegro
- K 60 – Sonate in g-Moll, Allegro
- K 61 – Sonate in a-Moll
- K 62 – Sonate in A-Dur, Allegro
- K 63 – Sonate in G-Dur, Capriccio: Allegro
- K 64 – Sonate in d-Moll, Gavota: Allegro
- K 65 – Sonate in A-Dur, Allegro
- K 66 – Sonate in B-Dur, Allegro
- K 67 – Sonate in fis-Moll, Allegro
- K 68 – Sonate in Es-Dur
- K 69 – Sonate in f-Moll
- K 70 – Sonate in B-Dur
- K 71 – Sonate in G-Dur, Allegro
- K 72 – Sonate in G-Dur, Allegro
- K 73 – Sonate in c-Moll
- K 74 – Sonate in A-Dur, Allegro
- K 75 – Sonate in G-Dur, Allegro
- K 76 – Sonate in g-Moll, Presto
- K 79 – Sonate in G-Dur, Allegrissimo
- K 80 – Sonate in G-Dur, Menuet
- K 81 – Sonate in e-Moll, Grave
- K 82 – Sonate in F-Dur
- K 83 – Sonate in A-Dur, Menuet
- K 84 – Sonate in c-Moll
- K 85 – Sonate in F-Dur
- K 86 – Sonate in C-Dur, Andante moderato
- K 87 – Sonate in h-Moll
- K 88 – Sonate in g-Moll, Grave
- K 89 – Sonate in d-Moll, Allegro
- K 90 – Sonate in d-Moll, Grave
- K 91 – Sonate in G-Dur, Grave
- K 92 – Sonate in d-Moll
- K 93 – Sonate in g-Moll, Fuga
- K 94 – Sonate in F-Dur, Menuet
- K 95 – Sonate in C-Dur, Vivace
- K 96 – Sonate in D-Dur, Allegrissimo
- K 97 – Sonate in g-Moll, Allegro
- K 98 – Sonate in e-Moll, Allegrissimo
- K 99 – Sonate in c-Moll, Allegro
- K 100 – Sonate in C-Dur, Allegro subbito
- K 101 – Sonate in A-Dur, Allegro
- K 102 – Sonate in g-Moll, Allegro
- K 103 – Sonate in G-Dur, Allegrissimo
- K 104 – Sonate in G-Dur, Allegro
- K 105 – Sonate in G-Dur, Allegro
- K 106 – Sonate in F-Dur, Andante
- K 107 – Sonate in F-Dur, Allegro
- K 108 – Sonate in g-Moll, Allegro
- K 109 – Sonate in a-Moll, Andante adagio
- K 110 – Sonate in a-Moll, Allegro
- K 111 – Sonate in g-Moll, Allegro
- K 112 – Sonate in B-Dur, Allegro
- K 113 – Sonate in A-Dur, Vivo
- K 114 – Sonate in A-Dur, Con spirito mi presto
- K 115 – Sonate in c-Moll, Allegro
- K 116 – Sonate in c-Moll, Allegro
- K 117 – Sonate in C-Dur, Allegro
- K 118 – Sonate in D-Dur, Non presto
- K 119 – Sonate in D-Dur, Allegro
- K 120 – Sonate in d-Moll, Allegrissimo
- K 121 – Sonate in g-Moll, Allegrissimo
- K 122 – Sonate in D-Dur, Allegro
- K 123 – Sonate in Es-Dur, Allegro
- K 124 – Sonate in G-Dur, Allegro
- K 125 – Sonate in G-Dur, Vivo
- K 126 – Sonate in C-Dur, Allegro
- K 127 – Sonate in As-Dur, Allegro
- K 128 – Sonate in b-Moll, Allegro
- K 129 – Sonate in c-Moll, Allegro
- K 130 – Sonate in As-Dur, Allegro
- K 131 – Sonate in b-Moll, Allegro
- K 132 – Sonate in C-Dur, Andante
- K 133 – Sonate in C-Dur, Allegro
- K 134 – Sonate in E-Dur, Allegro
- K 135 – Sonate in E-Dur, Allegro
- K 136 – Sonate in E-Dur, Allegro
- K 137 – Sonate in D-Dur, Allegro
- K 138 – Sonate in d-Moll, Allegro
- K 139 – Sonate in c-Moll, Presto
- K 140 – Sonate in D-Dur, Allegro
- K 141 – Sonate in d-Moll, Allegro
- K 142 – Sonate in fis-Moll, Allegro
- K 143 – Sonate in C-Dur, Allegro
- K 144 – Sonate in G-Dur, Cantabile
- K 145 – Sonate in D-Dur, Allegro non presto
- K 146 – Sonate in G-Dur
- K 147 – Sonate in e-Moll
- K 148 – Sonate in a-Moll, Andante
- K 149 – Sonate in a-Moll, Allegro
- K 150 – Sonate in F-Dur, Allegro
- K 151 – Sonate in F-Dur, Andante Allegro
- K 152 – Sonate in G-Dur, Allegro
- K 153 – Sonate in G-Dur, Vivo
- K 154 – Sonate in B-Dur, Allegro
- K 155 – Sonate in B-Dur, Allegro
- K 156 – Sonate in C-Dur, Allegro
- K 157 – Sonate in C-Dur, Allegro
- K 158 – Sonate in c-Moll, Andante
- K 159 – Sonate in C-Dur, Allegro
- K 160 – Sonate in D-Dur, Allegro
- K 161 – Sonate in D-Dur, Allegro
- K 162 – Sonate in E-Dur, Andante
- K 163 – Sonate in E-Dur, Allegro
- K 164 – Sonate in D-Dur, Andante moderato
- K 165 – Sonate in C-Dur, Andante
- K 166 – Sonate in C-Dur, Allegro ma non molto
- K 167 – Sonate in F-Dur, Allegro
- K 168 – Sonate in F-Dur, Vivo
- K 169 – Sonate in G-Dur, Allegro con spirito
- K 170 – Sonate in C-Dur, Andante moderato mi cantabile
- K 171 – Sonate in G-Dur, Allegro
- K 172 – Sonate in B-Dur, Allegro
- K 173 – Sonate in h-Moll, Allegro
- K 174 – Sonate in c-Moll, Allegro
- K 175 – Sonate in a-Moll, Allegro
- K 176 – Sonate in d-Moll, Cantabile andante
- K 177 – Sonate in D-Dur, Andante moderato
- K 178 – Sonate in D-Dur, Vivo
- K 179 – Sonate in g-Moll, Allegro
- K 180 – Sonate in G-Dur, Allegro vivo
- K 181 – Sonate in A-Dur, Allegro
- K 182 – Sonate in A-Dur, Allegro
- K 183 – Sonate in f-Moll, Allegro
- K 184 – Sonate in f-Moll, Allegro
- K 185 – Sonate in f-Moll, Andante
- K 186 – Sonate in f-Moll, Allegro
- K 187 – Sonate in f-Moll, Allegro
- K 188 – Sonate in a-Moll, Allegro
- K 189 – Sonate in B-Dur, Allegro
- K 190 – Sonate in B-Dur, Vivo
- K 191 – Sonate in d-Moll, Allegro
- K 192 – Sonate in Es-Dur, Allegro
- K 193 – Sonate in Es-Dur, Allegro
- K 194 – Sonate in F-Dur, Andante
- K 195 – Sonate in F-Dur, Vivo
- K 196 – Sonate in g-Moll, Allegro
- K 197 – Sonate in h-Moll, Andante
- K 198 – Sonate in e-Moll, Allegro
- K 199 – Sonate in C-Dur, Andante Moderato
- K 200 – Sonate in C-Dur, Allegro
- K 201 – Sonate in G-Dur, Vivo
- K 202 – Sonate in B-Dur, Allegro
- K 203 – Sonate in e-Moll, Vivo non molto
- K 204a – Sonate in f-Moll, Allegro
- K 204b – Sonate in f-Moll, Allegro
- K 205 – Sonate in F-Dur, Vivo
- K 206 – Sonate in E-Dur, Andante
- K 207 – Sonate in E-Dur, Allegro
- K 208 – Sonate in A-Dur, Andante mi cantabile
- K 209 – Sonate in A-Dur, Allegro
- K 210 – Sonate in G-Dur, Andante
- K 211 – Sonate in A-Dur, Andanteno
- K 212 – Sonate in A-Dur, Allegro molto
- K 213 – Sonate in d-Moll, Andante
- K 214 – Sonate in D-Dur, Vivo
- K 215 – Sonate in E-Dur, Andante
- K 216 – Sonate in E-Dur, Allegro
- K 217 – Sonate in a-Moll, Andante
- K 218 – Sonate in a-Moll, Vivo
- K 219 – Sonate in A-Dur, Andante
- K 220 – Sonate in A-Dur, Allegro
- K 221 – Sonate in A-Dur, Allegro
- K 222 – Sonate in A-Dur, Vivo
- K 223 – Sonate in D-Dur, Allegro
- K 224 – Sonate in D-Dur, Vivo
- K 225 – Sonate in C-Dur, Allegro
- K 226 – Sonate in c-Moll, Allegro
- K 227 – Sonate in h-Moll, Allegro
- K 228 – Sonate in B-Dur, Allegro
- K 229 – Sonate in B-Dur, Allegro vivo
- K 230 – Sonate in c-Moll, Allegro
- K 231 – Sonate in C-Dur, Allegro
- K 232 – Sonate in e-Moll, Andante
- K 233 – Sonate in e-Moll, Allegro
- K 234 – Sonate in g-Moll, Andante
- K 235 – Sonate in G-Dur, Allegro
- K 236 – Sonate in D-Dur, Allegro
- K 237 – Sonate in D-Dur, Allegro
- K 238 – Sonate in f-Moll, Andante
- K 239 – Sonate in f-Moll, Allegro
- K 240 – Sonate in G-Dur, Allegro
- K 241 – Sonate in G-Dur, Allegro
- K 242 – Sonate in C-Dur, Vivo
- K 243 – Sonate in C-Dur, Allegro
- K 244 – Sonate in H-Dur, Allegro
- K 245 – Sonate in H-Dur, Allegro
- K 246 – Sonate in cis-Moll, Allegro
- K 247 – Sonate in cis-Moll, Allegro
- K 248 – Sonate in B-Dur, Allegro
- K 249 – Sonate in B-Dur, Allegro
- K 250 – Sonate in C-Dur, Allegro
- K 251 – Sonate in C-Dur, Allegro
- K 252 – Sonate in Es-Dur, Allegro
- K 253 – Sonate in Es-Dur, Allegro
- K 254 – Sonate in c-Moll, Allegro
- K 255 – Sonate in C-Dur, Allegro
- K 256 – Sonate in F-Dur, Andante
- K 257 – Sonate in F-Dur, Allegro
- K 258 – Sonate in D-Dur, Andante
- K 259 – Sonate in G-Dur, Andante
- K 260 – Sonate in G-Dur, Allegro
- K 261 – Sonate in H-Dur, Allegro
- K 262 – Sonate in H-Dur, Vivo
- K 263 – Sonate in e-Moll, Andante
- K 264 – Sonate in E-Dur, Vivo
- K 265 – Sonate in a-Moll, Allegro
- K 266 – Sonate in B-Dur, Andante
- K 267 – Sonate in B-Dur, Allegro
- K 268 – Sonate in A-Dur, Allegro
- K 269 – Sonate in A-Dur, Allegro
- K 270 – Sonate in C-Dur
- K 271 – Sonate in C-Dur, Vivo
- K 272 – Sonate in B-Dur, Allegro
- K 273 – Sonate in B-Dur, Vivo
- K 274 – Sonate in F-Dur, Andante
- K 275 – Sonate in F-Dur, Allegro
- K 276 – Sonate in F-Dur, Allegro
- K 277 – Sonate in D-Dur, Cantabile andanteno
- K 278 – Sonate in D-Dur, Con velocita
- K 279 – Sonate in A-Dur, Andante
- K 280 – Sonate in A-Dur, Allegro
- K 281 – Sonate in D-Dur, Andante
- K 282 – Sonate in D-Dur, Allegro
- K 283 – Sonate in G-Dur, Andante allegro
- K 284 – Sonate in G-Dur, Allegro
- K 285 – Sonate in A-Dur, Andante allegro
- K 286 – Sonate in A-Dur, Allegro
- K 287 – Sonate in D-Dur, Andante allegro
- K 288 – Sonate in D-Dur, Allegro
- K 289 – Sonate in G-Dur, Allegro
- K 290 – Sonate in G-Dur, Allegro
- K 291 – Sonate in e-Moll, Andante
- K 292 – Sonate in e-Moll, Allegro
- K 293 – Sonate in h-Moll, Allegro
- K 294 – Sonate in d-Moll, Andante
- K 295 – Sonate in d-Moll, Allegro
- K 296 – Sonate in F-Dur, Andante
- K 297 – Sonate in F-Dur, Allegro
- K 298 – Sonate in D-Dur, Allegro
- K 299 – Sonate in D-Dur, Allegro
- K 300 – Sonate in A-Dur, Andante
- K 301 – Sonate in A-Dur, Allegro
- K 302 – Sonate in c-Moll, Andante
- K 303 – Sonate in c-Moll, Allegro
- K 304 – Sonate in G-Dur, Andante cantabile
- K 305 – Sonate in G-Dur, Allegro
- K 306 – Sonate in Es-Dur, Allegro
- K 307 – Sonate in Es-Dur, Allegro
- K 308 – Sonate in C-Dur, Cantabile
- K 309 – Sonate in C-Dur, Allegro
- K 310 – Sonate in B-Dur, Andante
- K 311 – Sonate in B-Dur, Allegro
- K 312 – Sonate in D-Dur, Allegro
- K 313 – Sonate in D-Dur, Allegro
- K 314 – Sonate in G-Dur, Allegro
- K 315 – Sonate in g-Moll, Allegro
- K 316 – Sonate in F-Dur, Allegro
- K 317 – Sonate in F-Dur, Allegrissimo
- K 318 – Sonate in Fis-Dur, Andante
- K 319 – Sonate in Fis-Dur, Allegro
- K 320 – Sonate in A-Dur, Allegro
- K 321 – Sonate in A-Dur, Allegro
- K 322 – Sonate in A-Dur, Allegro
- K 323 – Sonate in A-Dur, Allegro
- K 324 – Sonate in G-Dur, Andante
- K 325 – Sonate in G-Dur, Con velocita
- K 326 – Sonate in C-Dur, Allegro
- K 327 – Sonate in C-Dur, Allegro
- K 328 – Sonate in G-Dur, Andante comodo
- K 329 – Sonate in C-Dur, Allegro
- K 330 – Sonate in C-Dur, Allegro
- K 331 – Sonate in B-Dur, Andante
- K 332 – Sonate in B-Dur, Allegro
- K 333 – Sonate in D-Dur, Allegro
- K 334 – Sonate in B-Dur, Allegro
- K 335 – Sonate in D-Dur, Allegro
- K 336 – Sonate in D-Dur, Allegro
- K 337 – Sonate in G-Dur, Allegro
- K 338 – Sonate in G-Dur, Allegro
- K 339 – Sonate in C-Dur, Allegro
- K 340 – Sonate in C-Dur, Allegro
- K 341 – Sonate in a-Moll, Allegro
- K 342 – Sonate in A-Dur, Allegro
- K 343 – Sonate in A-Dur, Allegro andante
- K 344 – Sonate in A-Dur, Allegro
- K 345 – Sonate in D-Dur, Allegro
- K 346 – Sonate in D-Dur, Allegro
- K 347 – Sonate in g-Moll, Moderato mi cantabile
- K 348 – Sonate in G-Dur, Prestissimo
- K 349 – Sonate in F-Dur, Allegro
- K 350 – Sonate in F-Dur, Allegro
- K 351 – Sonate in B-Dur, Andante
- K 352 – Sonate in D-Dur, Allegro
- K 353 – Sonate in D-Dur, Allegro
- K 354 – Sonate in F-Dur, Andante
- K 355 – Sonate in F-Dur, Allegro
- K 356 – Sonate in C-Dur, Con spirito andante
- K 357 – Sonate in C-Dur, Allegro
- K 358 – Sonate in D-Dur, Allegro
- K 359 – Sonate in D-Dur, Allegrissimo
- K 360 – Sonate in B-Dur, Allegro
- K 361 – Sonate in B-Dur, Allegrissimo
- K 362 – Sonate in c-Moll, Allegro
- K 363 – Sonate in c-Moll, Presto
- K 364 – Sonate in f-Moll, Allegro
- K 365 – Sonate in f-Moll, Allegro
- K 366 – Sonate in F-Dur, Allegro
- K 367 – Sonate in F-Dur, Presto
- K 368 – Sonate in A-Dur, Allegro
- K 369 – Sonate in A-Dur, Allegro
- K 370 – Sonate in Es-Dur, Allegro
- K 371 – Sonate in Es-Dur, Allegro
- K 372 – Sonate in G-Dur, Allegro
- K 373 – Sonate in g-Moll, Presto mi fugato
- K 374 – Sonate in G-Dur, Andante
- K 375 – Sonate in G-Dur, Allegro
- K 376 – Sonate in h-Moll, Allegro
- K 377 – Sonate in h-Moll, Allegrissimo
- K 378 – Sonate in F-Dur, Allegro
- K 379 – Sonate in F-Dur, Menuet
- K 380 – Sonate in E-Dur, Andante commodo
- K 381 – Sonate in E-Dur, Allegro
- K 382 – Sonate in a-Moll, Allegro
- K 383 – Sonate in a-Moll, Allegro
- K 384 – Sonate in C-Dur, Cantabile andante
- K 385 – Sonate in C-Dur, Allegro
- K 386 – Sonate in f-Moll, Presto
- K 387 – Sonate in f-Moll, Veloce mi fugato
- K 388 – Sonate in D-Dur, Presto
- K 389 – Sonate in D-Dur, Allegro
- K 390 – Sonate in G-Dur, Allegro
- K 391 – Sonate in G-Dur, Menuet
- K 392 – Sonate in B-Dur, Allegro
- K 393 – Sonate in B-Dur, Menuet
- K 394 – Sonate in e-Moll, Allegro
- K 395 – Sonate in E-Dur, Allegro
- K 396 – Sonate in d-Moll, Andante
- K 397 – Sonate in D-Dur, Menuet
- K 398 – Sonate in C-Dur, Andante
- K 399 – Sonate in C-Dur, Allegro
- K 400 – Sonate in D-Dur, Allegro
- K 401 – Sonate in D-Dur, Allegro
- K 402 – Sonate in c-Moll, Andante
- K 403 – Sonate in E-Dur, Allegro
- K 404 – Sonate in A-Dur, Andante
- K 405 – Sonate in A-Dur, Allegro
- K 406 – Sonate in C-Dur, Allegro
- K 407 – Sonate in C-Dur, Allegro
- K 408 – Sonate in h-Moll, Andante
- K 409 – Sonate in h-Moll, Allegro
- K 410 – Sonate in B-Dur, Allegro
- K 411 – Sonate in B-Dur, Allegro
- K 412 – Sonate in G-Dur, Allegro
- K 413 – Sonate in G-Dur, Allegro
- K 414 – Sonate in D-Dur, Allegro
- K 415 – Sonate in D-Dur, Pastoral Allegro
- K 416 – Sonate in D-Dur, Presto
- K 417 – Sonate in d-Moll, Allegro moderato
- K 418 – Sonate in F-Dur, Allegro
- K 419 – Sonate in F-Dur, Piu tosto presto che allegro
- K 420 – Sonate in C-Dur, Allegro
- K 421 – Sonate in C-Dur, Allegro
- K 422 – Sonate in C-Dur, Allegro
- K 423 – Sonate in C-Dur, Presto
- K 424 – Sonate in G-Dur, Allegro
- K 425 – Sonate in G-Dur, Allegro molto
- K 426 – Sonate in g-Moll, Andante
- K 427 – Sonate in G-Dur, Presto
- K 428 – Sonate in A-Dur, Allegro
- K 429 – Sonate in A-Dur, Allegro
- K 430 – Sonate in D-Dur, Non presto ma la tempo di ballo
- K 431 – Sonate in G-Dur, Allegro
- K 432 – Sonate in G-Dur, Allegro
- K 433 – Sonate in G-Dur, Vivo
- K 434 – Sonate in d-Moll, Andante
- K 435 – Sonate in D-Dur, Allegro
- K 436 – Sonate in D-Dur, Allegro
- K 437 – Sonate in F-Dur, Andante commodo
- K 438 – Sonate in F-Dur, Allegro
- K 439 – Sonate in B-Dur, Moderato
- K 440 – Sonate in B-Dur, Menuet
- K 441 – Sonate in B-Dur, Allegro
- K 442 – Sonate in B-Dur, Allegro
- K 443 – Sonate in D-Dur, Allegro
- K 444 – Sonate in d-Moll, Allegrissimo
- K 445 – Sonate in F-Dur, Allegro
- K 446 – Sonate in F-Dur, Pastorale Allegrissimo
- K 447 – Sonate in fis-Moll, Allegro
- K 448 – Sonate in fis-Moll, Allegro
- K 449 – Sonate in G-Dur, Allegro
- K 450 – Sonate in g-Moll, Allegrissimo
- K 451 – Sonate in a-Moll, Allegro
- K 452 – Sonate in A-Dur, Andante allegro
- K 453 – Sonate in A-Dur, Andante
- K 454 – Sonate in G-Dur, Andante spiritoso
- K 455 – Sonate in G-Dur, Allegro
- K 456 – Sonate in A-Dur, Allegro
- K 457 – Sonate in A-Dur, Allegro
- K 458 – Sonate in D-Dur, Allegro
- K 459 – Sonate in D-Dur, Allegro
- K 460 – Sonate in C-Dur, Allegro
- K 461 – Sonate in C-Dur, Allegro
- K 462 – Sonate in f-Moll, Andante
- K 463 – Sonate in f-Moll, Molto allegro
- K 464 – Sonate in C-Dur, Allegro
- K 465 – Sonate in C-Dur, Allegro
- K 466 – Sonate in f-Moll, Andante moderato
- K 467 – Sonate in f-Moll, Allegrissimo
- K 468 – Sonate in F-Dur, Allegro
- K 469 – Sonate in F-Dur, Allegro molto
- K 470 – Sonate in G-Dur, Allegro
- K 471 – Sonate in G-Dur, Menuet
- K 472 – Sonate in B-Dur, Andante
- K 473 – Sonate in B-Dur, Allegro molto
- K 474 – Sonate in Es-Dur, Andante mi cantabile
- K 475 – Sonate in Es-Dur, Allegrissimo
- K 476 – Sonate in g-Moll, Allegro
- K 477 – Sonate in G-Dur, Allegrissimo
- K 478 – Sonate in D-Dur, Andante mi cantabile
- K 479 – Sonate in D-Dur, Allegrissimo
- K 480 – Sonate in D-Dur, Presto
- K 481 – Sonate in f-Moll, Andante mi cantabile
- K 482 – Sonate in F-Dur, Allegrissimo
- K 483 – Sonate in F-Dur, Presto
- K 484 – Sonate in F-Dur, Allegro
- K 485 – Sonate in C-Dur, Andante mi cantabile
- K 486 – Sonate in C-Dur, Allegro
- K 487 – Sonate in C-Dur, Allegro
- K 488 – Sonate in B-Dur, Allegro
- K 489 – Sonate in B-Dur, Allegro
- K 490 – Sonate in D-Dur, Cantabile
- K 491 – Sonate in D-Dur, Allegro
- K 492 – Sonate in D-Dur, Presto
- K 493 – Sonate in G-Dur, Allegro
- K 494 – Sonate in G-Dur, Allegro
- K 495 – Sonate in E-Dur, Allegro
- K 496 – Sonate in E-Dur, Allegro
- K 497 – Sonate in h-Moll, Allegro
- K 498 – Sonate in h-Moll, Allegro
- K 499 – Sonate in A-Dur, Andante
- K 500 – Sonate in A-Dur, Allegro
- K 501 – Sonate in C-Dur, Allegretto
- K 502 – Sonate in C-Dur, Allegro
- K 503 – Sonate in B-Dur, Allegretto
- K 504 – Sonate in B-Dur, Allegro
- K 505 – Sonate in F-Dur, Allegro non presto
- K 506 – Sonate in F-Dur, Allegro
- K 507 – Sonate in Es-Dur, Andanteno cantabile
- K 508 – Sonate in Es-Dur, Allegro
- K 509 – Sonate in D-Dur, Allegro
- K 510 – Sonate in d-Moll, Allegro molto
- K 511 – Sonate in D-Dur, Allegro
- K 512 – Sonate in D-Dur, Allegro
- K 513 – Sonate in C-Dur, Pastorale Moderato
- K 514 – Sonate in C-Dur, Allegro
- K 515 – Sonate in C-Dur, Allegro
- K 516 – Sonate in d-Moll, Allegretto
- K 517 – Sonate in d-Moll, Prestissimo
- K 518 – Sonate in F-Dur, Allegro
- K 519 – Sonate in f-Moll, Allegro assai
- K 520 – Sonate in G-Dur, Allegretto
- K 521 – Sonate in G-Dur, Allegro
- K 522 – Sonate in G-Dur, Allegro
- K 523 – Sonate in G-Dur, Allegro
- K 524 – Sonate in F-Dur, Allegro
- K 525 – Sonate in F-Dur, Allegro
- K 526 – Sonate in c-Moll, Allegro comodo
- K 527 – Sonate in C-Dur, Allegro assai
- K 528 – Sonate in B-Dur, Allegro
- K 529 – Sonate in B-Dur, Allegro
- K 530 – Sonate in E-Dur, Allegro
- K 531 – Sonate in E-Dur, Allegro
- K 532 – Sonate in a-Moll, Allegro
- K 533 – Sonate in A-Dur, Allegro assai
- K 534 – Sonate in D-Dur, Cantabile
- K 535 – Sonate in D-Dur, Allegro
- K 536 – Sonate in A-Dur, Cantabile
- K 537 – Sonate in A-Dur, Prestissimo
- K 538 – Sonate in G-Dur, Allegretto
- K 539 – Sonate in G-Dur, Allegro
- K 540 – Sonate in F-Dur, Allegretto
- K 541 – Sonate in F-Dur, Allegretto
- K 542 – Sonate in F-Dur, Allegretto
- K 543 – Sonate in F-Dur, Allegro
- K 544 – Sonate in B-Dur, Cantabile
- K 545 – Sonate in B-Dur, Prestissimo
- K 546 – Sonate in g-Moll, Cantabile
- K 547 – Sonate in G-Dur, Allegro
- K 548 – Sonate in C-Dur, Allegretto
- K 549 – Sonate in C-Dur, Allegro
- K 550 – Sonate in H-Dur, Allegretto
- K 551 – Sonate in H-Dur, Allegro
- K 552 – Sonate in d-Moll, Allegretto
- K 553 – Sonate in d-Moll, Allegro
- K 554 – Sonate in F-Dur, Allegretto
- K 555 – Sonate in f-Moll, Allegro

Einige in den Complete Editions noch fehlende Sonaten werden von Carole Franklin Vidali aufgeführt.